# Karyntia

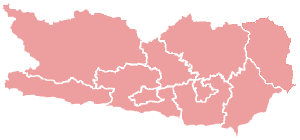
Karyntia w podziale na powiaty

Karyntia (niem. Kärnten, słoweń. Koroška, wł. Carinzia) – kraj związkowy w południowej Austrii. Graniczy ze Słowenią, Włochami, Tyrolem, Salzburgiem i Styrią. Stolicą kraju związkowego jest Klagenfurt am Wörthersee. Obok Austriaków zamieszkuje ją też mniejszość słoweńska w liczbie 14 tys. osób.
Do końca I wojny światowej znana jako Księstwo Karyntii, następnie część przypadła Słowenii, a niewielki fragment Włochom.

## Geografia
Powierzchnia Karyntii jest górzysta, w zachodniej części znajdują się Wysokie Taury (Großglockner - 3798 m n.p.m.), Alpy Karnickie i Alpy Gailtalskie, a we wschodniej części Kotlina Klagenfurcka. Główną rzeką jest Drawa. Znajdują się tu również liczne jeziora (największe Wörther i Ossiach).
Gospodarczo eksploatuje się lasy. Hoduje się owce, bydło domowe i trzodę chlewną. Uprawia się zboża i rośliny pastewne. Wydobywa się magnezyt oraz rudy cynku i ołowiu. Przemysł drzewny, papierniczy, metalowy i skórzany.

## Podział administracyjny
Karyntia składa się z dwóch miast statutarnych (Statutarstadt) oraz ośmiu powiatów (Bezirk). W skład powiatów wchodzą 132 gminy, w tym 17 gmin miejskich (Stadt) oraz 47 gmin targowych (Marktgemeinde)
- Miasta statutarne
  - Klagenfurt am Wörthersee – 120,12 km², 104 332 mieszkańców,
  - Villach – 134,99 km², 65 165 mieszkańców
- Powiaty
  - Feldkirchen – siedziba: Feldkirchen in Kärnten, 558,49 km², 30 162 mieszkańców, 10 gmin
  - Hermagor – siedziba Hermagor-Pressegger See, 808,13 km², 18 051 mieszkańców, 7 gmin
  - Klagenfurt-Land – siedziba: Klagenfurt am Wörthersee, 765,64 km², 61 341 mieszkańców, 19 gmin
  - Sankt Veit an der Glan – siedziba: St. Veit an der Glan, 1493,58 km², 54 092 mieszkańców, 20 gmin
  - Spittal an der Drau – siedziba: Spittal an der Drau, 2764,99 km², 75 803 mieszkańców, 33 gminy,
  - Villach-Land – siedziba: Villach, 1009,29 km², 65 727 mieszkańców, 19 gmin
  - Völkermarkt – siedziba: Völkermarkt, 907,61 km², 42 058 mieszkańców, 13 gmin
  - Wolfsberg – siedziba: Wolfsberg, 973,65 km², 52 283 mieszkańców, 9 gmin

(liczba mieszkańców 1 stycznia 2023)